# .krd
.krd هو نطاق المستوى الأعلى عام خاص بإقليم كردستان العراق، حيث حصلت حكومة كردستان العراق في 5 ديسمبر 2013 على تسجيله من آيكان.

## وصلات خارجية
- www.gov.krd (KRG)
- KRG Department of Information Technology